# Закон ограничивающего фактора

Бочка Либиха

Закон ограничивающего (лимитирующего) фактора, или Закон минимума Либиха, — один из фундаментальных законов в экологии, гласящий, что наиболее значим для организма тот фактор, который более всего отклоняется от оптимального его значения. Поэтому во время прогнозирования экологических условий или выполнения экспертиз очень важно определить слабое звено в жизни организма. Сформулирован немецким химиком Юстусом фон Либихом в 1840 году. Позже, в 1913 году, закон был обобщён и дополнен Виктором Эрнестом Шелфордом (Закон толерантности). 

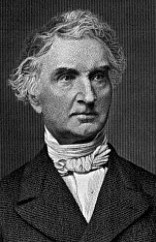
Юстус фон Либих

Именно от этого, минимально (или максимально) представленного в данный конкретный момент экологического фактора зависит выживание организма. В другие отрезки времени ограничивающими могут быть другие факторы. В течение жизни особи видов встречаются с самыми разными ограничениями своей жизнедеятельности. Так, фактором, ограничивающим распространение оленей, является глубина снежного покрова; бабочки озимой совки (вредителя овощных и зерновых культур) — зимняя температура и т. д.
Этот закон учитывается в практике сельского хозяйства. Либих также установил, что продуктивность культурных растений зависит в первую очередь от того питательного вещества (минерального элемента), которое представлено в почве наиболее слабо. Например, если фосфора в почве лишь 20 % от необходимой нормы, а кальция — 50 % от нормы, то ограничивающим фактором будет недостаток фосфора; необходимо прежде всего внести в почву именно фосфорсодержащие удобрения.
По имени учёного названо образное представление этого закона — так называемая бочка Либиха. Суть модели состоит в том, что вода при наполнении бочки начинает переливаться через наименее длинную доску в бочке, и длина остальных досок уже не имеет значения.